# Eulithis obsoleta
Eulithis obsoleta là một loài bướm đêm trong họ Geometridae.